# Liothrips vaneeckei
Liothrips vaneeckei är en insektsart som beskrevs av Hermann Priesner 1920. Liothrips vaneeckei ingår i släktet Liothrips och familjen rörtripsar. Inga underarter finns listade i Catalogue of Life.